# 3734 Waland
3734 Waland је астероид главног астероидног појаса чија средња удаљеност од Сунца износи 2,747 астрономских јединица (АЈ).
Апсолутна магнитуда астероида је 12,6.